# Момерстроф
Момерстро́ф (фр. Momerstroff) — коммуна во французском департаменте Мозель региона Лотарингия. Относится к кантону Буле-Мозель.

## Географическое положение
Момерстроф расположен в 27 км к востоку от Меца. Соседние коммуны:	Дантен на севере, Кум на северо-востоке, Нидервис на востоке, Нарбефонтен на юге, Эльстроф на западе, Булеи-Мозель на северо-западе.

## История
- Следы древнеримского тракта.
- Долгое время Момерстроф вместе с двумя соседними деревнями Дантен и Ньедервис представляли собой анклав Священной Римской империи на территории Лотарингии и позже Французского королевства. В 1793 году во время Французской революции Дантен и Ньедервис вошли в состав Франции. Момерстроф отказался от вхождения и оставался единственным поселением анклава. В результате он стал единственным поселением, который юридически никогда не присоединялся к Франции и был просто де-факто интегрирован во Французскую республику.

## Демография
По переписи 2008 года в коммуне проживал 271 человек.

## Достопримечательности
- Церковь Нотр-Дам в неоготическом стиле, 1887 года.